# Castelo de Saint-Côme-d'Olt

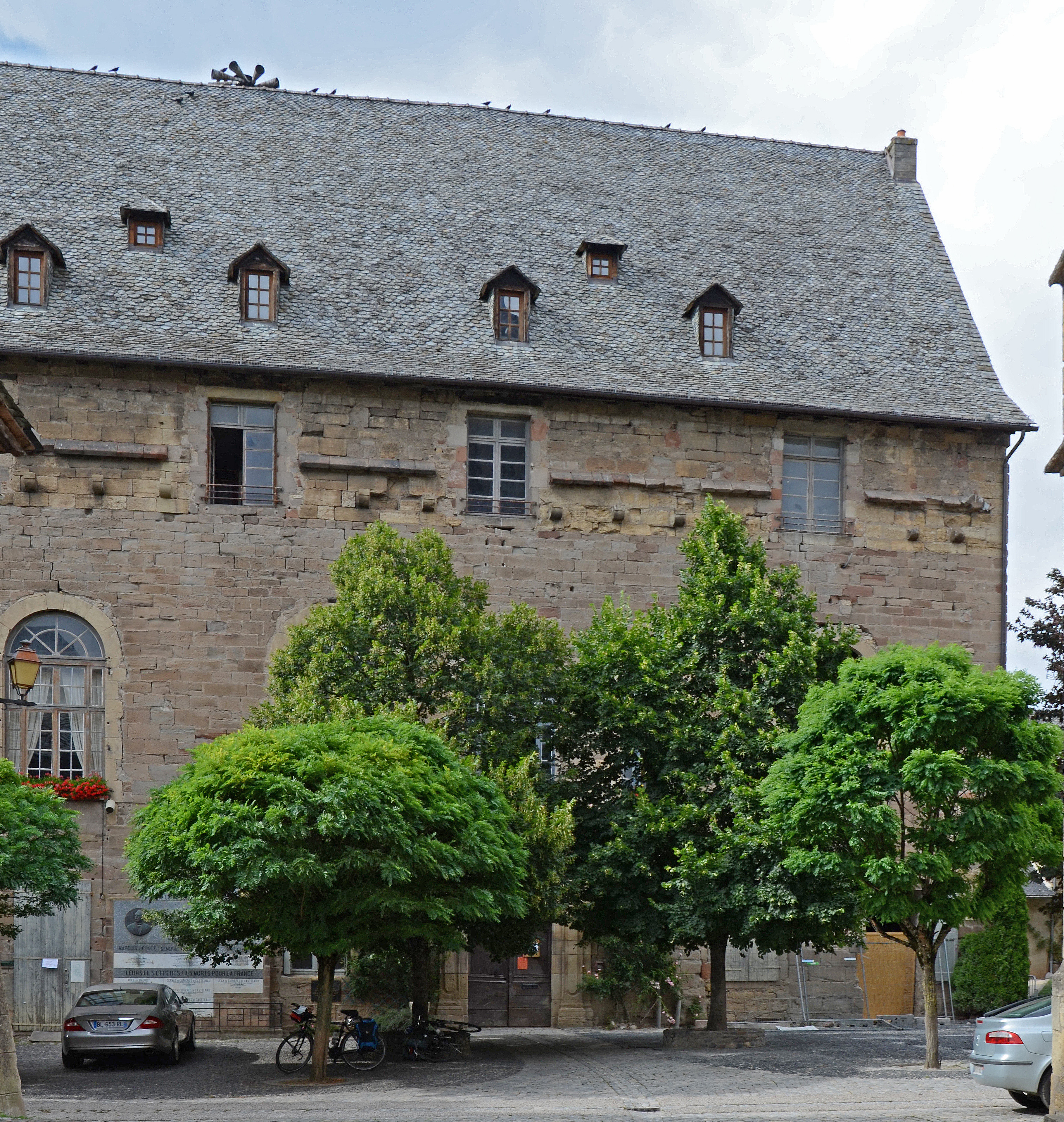
Prefeitura de Saint-Côme-d'Olt, Aveyron, França

O Château de Saint-Côme-d'Olt é um castelo medieval na comuna de Saint-Côme-d'Olt no departamento de Aveyron, na França. Foi a residência dos senhores de Calmont e Castenau e agora é a prefeitura.
O castelo foi construído no século XIV, no centro da vila fortificada, e estava associado à família Castelnau, proprietária da área há pelo menos sete séculos. Ele está classificado desde 1999 como um monumento histórico pelo Ministério da Cultura da França.